# شارع فارمي دي أمويدو
شارع فارمي دي أمويدو (بالبرتغالية: Rua Farme de Amoedo) هو شارع للمثليين مهم في مدينة ريو دي جانيرو، البرازيل، يبدأ من شارع فييرا سوتو وينتهي عند شارع ألبرتو دي كامبوس شارع.
منطقة تجمع مشهورة أخرى داخل منطقة إيبانيما هي قرية المثليين فارمي دي أمويدو. تقع المنطقة بين شارعي تيكسيريا دي ميلو وجوانا أنجليكيكو. ومن المعروف أن فارمي دي أمويدو هي أكبر منطقة للمثليين في ريو دي جانيرو. تصبح المنطقة كثيرة الحركة بعد الساعة 9:00 مساءً، عندما يختلط الناس في محيط فارمي دي أمويدو بالمطاعم الصديقة للمثليين. يعتب المحور الرئيسي لفارمي دي أمويدو هو ركن شوارع فارمي فيسكوندي دي بيراخا.

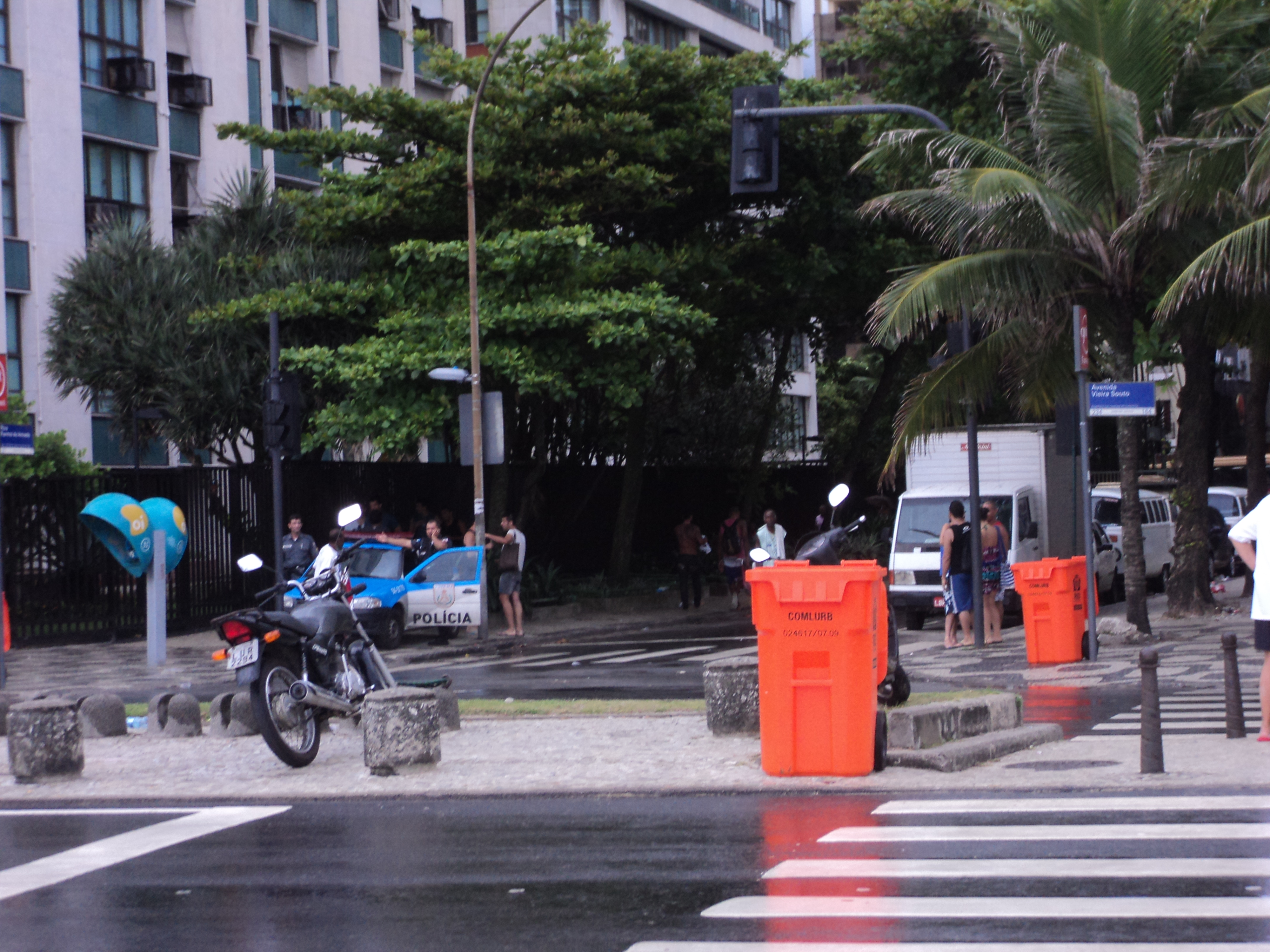
بداية الشارع

وفقًا لدليل البرازيل المثلي (بالإنجليزية: Brazil Gay Guide)، هناك ما لا يقل عن 5 بارات مثلية وملاهي ليلية قريبة من شارع فارمي دي أمويدو، بما في ذلك: أ كازا دا لوا (بالبرتغالية: A Casa da Lua)، في شارع باراو دا توري، 240؛ بار بوفيتادا (بالإنجليزية: Bofetada Ba) في فارمي دي أمويدو، 87؛ مقهى غاليريا (بالبرتغالية: Galeria Café) في شارع تيكسيرا دي ميلو، 31؛ «ملهى داما دي فيرو» (بالبرتغالية: Dama de Ferro nightclub) في شارع فينيكوس دي موراييس، 288، وأخيراً لاونج
(بالإنجليزية: Lounge) 69، (متخصص في الموسيقى الإلكترونية)، كذلك في فارمي دي أمويدو. بعض المطاعم والحانات الأخرى في المنطقة، على الرغم من أنها غير محددة، عادة ما تكون متقبلة للغاية وصديقة للمثليين، خاصة مع الأجانب. أثناء الكرنفال، تمتلئ منطقة إيبانيما تمامًا بالسائحين من جميع أنحاء العالم. وفقًا لتطبيق غريندر للرجال المثليين، تتمتع مدينة ريو دي جانيرو بأفضل شاطئ للمثليين في العالم، وهو شاطئ إيبانيما.